# Сліпун Шлегеля
Afrotyphlops schlegelii (Сліпун Шлегеля) — вид змій родини сліпунів (Typhlopidae). Мешкає в Південній Африці. Вид названий на честь німецького герпетолога Германа Шлегеля.

## Підвиди
Виділяють два підвиди:
- Afrotyphlops schlegelii schlegelii (Bianconi, 1849);
- Afrotyphlops schlegelii petersii (Bocage, 1873).

## Поширення і екологія
Сліпуни Шлегеля мешкають на півдні Анголи, в Намібії, Ботсвані, південному Мозамбіку, на північному сході Південно-Африканської Республіки та в Есватіні. Вони живуть в сухих саванах, ведуть риючий спсіб життя. Живляться термітами. Відкладають яйця.